# Dave Laut
David (Dave) Lester Laut (Findlay, 21 december 1956 - Oxnard, 27 augustus 2009) was een Amerikaanse atleet, die was gespecialiseerd in het kogelstoten. Hij werd viermaal Amerikaans kampioen en had het Amerikaanse record in handen op deze discipline. Ook nam hij eenmaal deel aan de Olympische Spelen en won bij die gelegenheid een zilveren medaille.

## Biografie

### Atletiek
Zijn eerste succes boekte hij in 1978 met het winnen van het onderdeel kogelstoten bij de Universiteitskampioenschappen. Een jaar later prolongeerde hij deze titel en won eveneens zijn eerste nationale titel van de vier die hij zou behalen. Ook won hij dat jaar met 20,22 m de Pan-Amerikaanse Spelen in San Juan. In 1982 verbeterde hij in Koblenz zijn persoonlijk record bij het kogelstoten tot 22,02 m. Deze prestatie was eveneens een evenaring van het Amerikaans record kogelstoten en zou hij niet meer verbeteren in zijn atletiekcarrière.
Op de Olympische Spelen van 1984 in Los Angeles, werd de Amerikaan derde. Met een beste poging van 20,97 eindigde hij achter de Italiaan Alessandro Andrei (goud; 21,26) en zijn landgenoot Mike Carter (zilver; 21,09).
In zijn actieve tijd was hij aangesloten bij Athletics West.

### Vermoord
Dave Laut was getrouwd, had een zoon en werkte na zijn sportcarrière als leraar. Op de avond van 27 augustus 2009 werd Laut op 52-jarige leeftijd in de tuin van zijn woning in Oxnard doodgeschoten. Zijn echtgenote Jane werd vijf maanden later gearresteerd. Zij beriep zich op noodweer, maar werd op 30 maart 2016 tot vijftig jaar gevangenisstraf veroordeeld wegens moord.

## Titels
- Amerikaans kampioen kogelstoten - 1979, 1981, 1983, 1985
- Universiteitskampioen kogelstoten (NCAA) - 1978, 1979

## Persoonlijke records
| Onderdeel   | Prestatie | Datum            | Plaats  |
| ----------- | --------- | ---------------- | ------- |
| kogelstoten | 22,02 m   | 25 augustus 1982 | Koblenz |

## Palmares

### kogelstoten
- 1979:  Amerikaanse kampioenschappen - 21,11 m
- 1979:  Pan-Amerikaanse Spelen - 20,22 m
- 1981:  Amerikaanse kampioenschappen - 21,60 m
- 1983:  Amerikaanse kampioenschappen - 21,71 m
- 1984:  OS - 20,97 m
- 1985:  Amerikaanse kampioenschappen - 21,02 m